# Interkosmos 2
Interkosmos 2 (Indeks COSPAR 1969-110A) – drugi satelita wprowadzony na orbitę w ramach programu Interkosmos.

## Misja
Satelita o masie około 320 kg został wysłany 25 grudnia 1969 roku o godzinie 11:05 czasu GMT na orbitę o parametrach; perygeum 206 km, apogeum 1200 km. Start nastąpił z kosmodromu Kapustin Jar za pomocą rakiety Kosmos-2 (11K63). Jedno okrążenie wokół Ziemi trwało 98,5 min, a płaszczyzna jego orbity była nachylona do płaszczyzny równika pod kątem 48,4°. Satelita był przeznaczony do badania charakterystycznych cech jonosfery Ziemi - koncentracji elektronów i jonów o dodatnim ładunku, jak również temperatury elektronów w pobliżu satelity oraz stopnia koncentracji elektronów między nim a naziemnymi ośrodkami odbiorczymi.  Aparatura naukowa została opracowana w Bułgarii, NRD, Czechosłowacji i ZSRR, a wykonana w NRD i ZSRR. Pomiary gęstości elektronów i jonów prowadzono za pomocą specjalnego nadajnika typu Majak, zbudowanego w NRD. Obserwacje prowadzono w Bułgarii, Czechosłowacji, na Kubie, w NRD, Rumunii, na Węgrzech i w ZSRR. W Polsce dane z satelity odbierały dwie placówki naukowe: Centralne Obserwatorium Geofizyczne Zakładu Geofizyki PAN w Belsku k. Warszawy oraz stacja Wojskowej Akademii Technicznej. Obserwacje Intersputnika 2 prowadzili naukowcy w Belsku, Miedzeszynie i w Warszawie.
Satelita istniał do 7 czerwca 1970 roku.